# 재미 한국어
재미한국어(在美韓國語)는 미국에 거주하고 있는 한국인이 쓰는 한국어의 방언이다. 미국에 살고있는 한국인은 대부분 대한민국계이며, 규범은 대한민국의 표준어를 따르고 있다. 경우에 따라 캐나다 등 다른 영어권 국가의 한국어 방언도 포함한다. 아메리카 대륙의 미국 거주 한민족은 약 250-300만 명이 있지만, 한미관계의 영향으로 그 99% 이상이 대한민국계 (재미동포, 한국계 미국인)이다.북-미 관계는 1953년부터 국교 등이 성립된 적이 없기 때문에 북한에서 온 한국인은 2006년부터 약 0.01%밖에 되지 않으며, 중국 동포는 중국 국적자로 화교로 집계된다. 그래서 규범은 한국에서는 한국어로, 한국인이나 재미교포 등에서는 재미한국어로 불리고 화교에서는 재미한어(Zaimei Hanyu)로 불린다.

## 역사
1960년대부터 미국으로 이민 간 한국인은 현재 200만 명에 달해, 그들과 그 자손들에 의해 북아메리카 대륙에 한국어 사용권이 형성되었다. 한국인을 위한 한국인 학교 등에서는 대한민국의 표준어로 되어 있는 서울 지역 방언을 규범으로 한 한국어를 가르치고 있다. 수도권 출신의 재미 교포 1세의 억양에는 옛 서울 방언의 흔적이 많이 남아있었다. 또한 많은 한국인 가정에서는 가정 내에서 한국어만 사용하고 있다. 하지만 영어권 지역에 거주하고 있기 때문에, 일상생활에서는 한국어와 영어를 둘다 쓰는 경우가 많으며, 상당 인구는 이미 한국어를 사용하지 않는다. 발음과 단어에 있어서 재미한국어는 미국 영어의 영향을 많이 받았다.
기록되는 문어로써는 사실상 존재하지 않으며, 사람에 따른 언어적 차이가 커 구어적인 특징이 정의될 뿐이다.
1. ↑  “NAKS_재외동포를 위한 한국어 1-1 - 재미한국학교협의회 (NAKS)”. 2024년 1월 8일에 확인함.